# Adin Bukva
Adin Bukva, född 11 januari 1998 i Norrköping, är en svensk fotbollsspelare som spelar för italienska San Luca. 

## Karriär
Bukva inledde karriären i IFK Norrköping som femåring.
Inför säsongen 2016 tilldelades Bukva ett lärlingskontrakt med IFK Norrköping, för vilka han a-lagsdebuterade i en träningsmatch mot Jablonec den 6 februari 2016. Efter att ha spenderat inledningen av säsongen hos IF Sylvia i division 2 kallades Bukva tillbaka till IFK Norrköping under hösten 2016 - sedan han gjort fyra mål på 13 matcher i division 2 Södra Svealand. Väl tillbaka i IFK Norrköping fick Bukva göra sin allsvenska debut den 11 september 2016, då han blev inbytt i hemmasegern mot Jönköpings Södra IF.
I januari 2018 lånades Bukva ut till Åtvidabergs FF på ett låneavtal över säsongen 2018. I augusti 2018 gick han till Smedby AIS. I augusti 2019 värvades Bukva av italienska Serie C-klubben Gozzano, där han skrev på ett ettårskontrakt med option på ytterligare två år. Bukva gjorde fyra mål och en assist på 20 matcher under säsongen 2019/2020 då Gozzano blev nedflyttade från Serie C.
I oktober 2020 värvades Bukva av Serie D-klubben Follonica Gavorrano. Han gjorde endast två inhopp för klubben under hösten 2020. Under våren 2021 återvände Bukva till Smedby AIS. I september 2021 gick Bukva till Serie D-klubben Cittanova. Efter två månader i klubben flyttade han vidare till Martina Calcio.
Inför säsongen 2022 återvände Bukva till Smedby AIS. I januari 2023 gick han till italienska Serie D-klubben Fezzanese. I maj 2023 återvände Bukva igen till Smedby AIS för en fjärde sejour i klubben. I september 2023 gick han till italienska Serie D-klubben San Luca.